# Lissodynerus ater
Lissodynerus ater är en stekelart som beskrevs av Giordani Soika 1995. Lissodynerus ater ingår i släktet Lissodynerus och familjen Eumenidae. Utöver nominatformen finns också underarten L. a. emifasciatus.